# Castelo (Rio de Janeiro)
O Castelo é uma região do Centro da cidade do Rio de Janeiro, no Brasil. Por não ser oficialmente um bairro, seus limites são imprecisos e não oficiais. Geralmente, considera-se que se localiza na região entre a Avenida Rio Branco, o Aeroporto Santos Dumont e a Praça 15 de Novembro.

## História

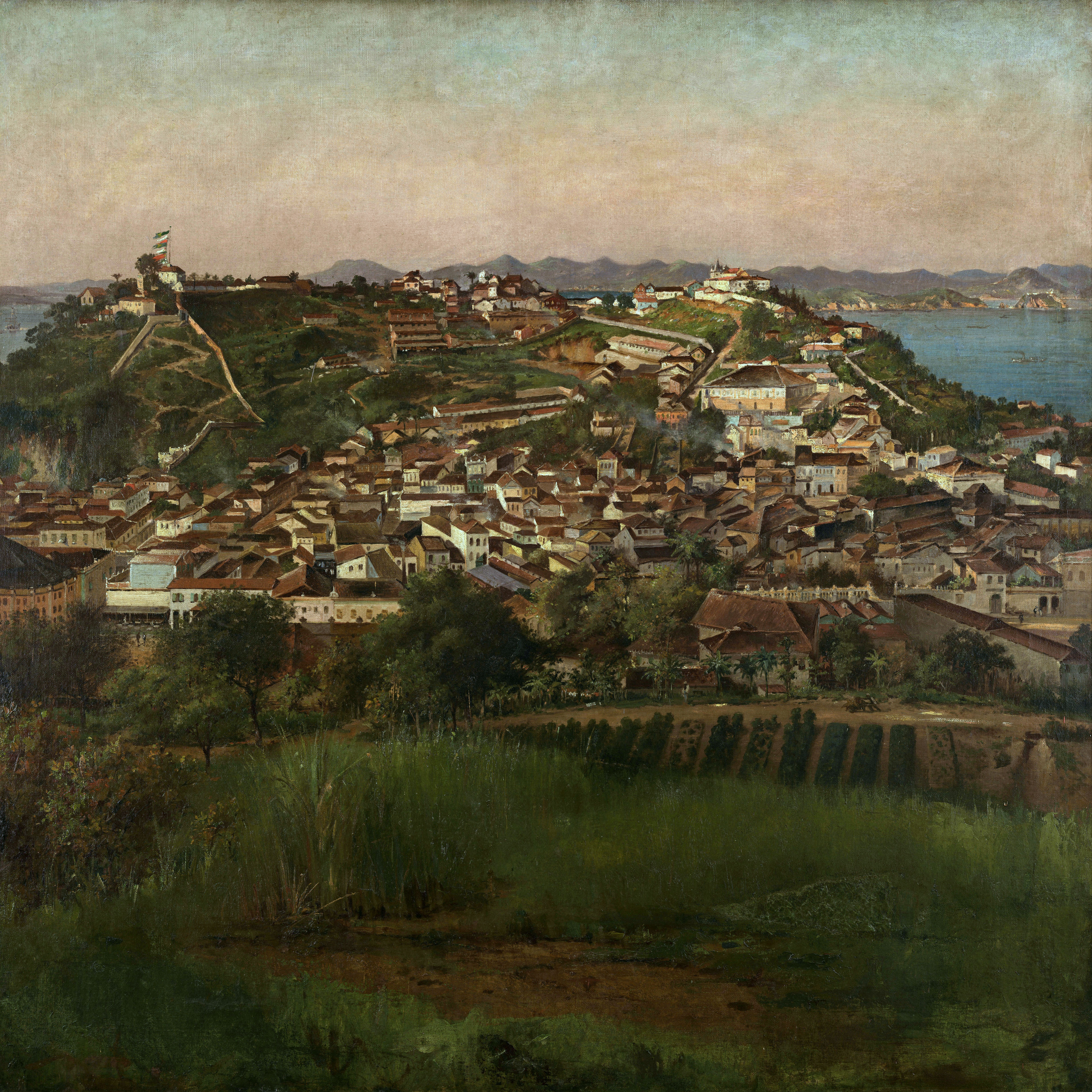
Retrato do Morro do Castelo, local do antigo povoado a partir de onde, no século XVI, teve início o processo de expansão urbana da atual metrópole do Rio de Janeiro.

A área tem esse nome por situar-se na antiga localização do Morro do Castelo (o núcleo original da cidade), demolido por jatos d'água a partir da década de 1920.

Demolição do morro do Castelo, no centro a torre da Igreja de Santo Inácio (Jesuítas), ao fundo alguns pavilhões da Exposição Internacional de 1922. Acervo do Instituto Moreira Salles.

Atualmente, a região abriga: a sede da Academia Brasileira de Letras, o Palácio Gustavo Capanema, antiga sede do Ministério da Educação e Cultura, os antigos prédios dos ministérios do Trabalho e da Fazenda, o Museu Histórico Nacional, o Fórum, o Palácio Tiradentes, a Igreja de Santa Luzia  e a Escola Naval.
Como a maior parte dos edifícios da região foi construída na primeira metade do século XX, logo após a demolição do Morro do Castelo em 1921, a região abriga um grande acervo de edifícios no estilo predominante na época, o art déco.

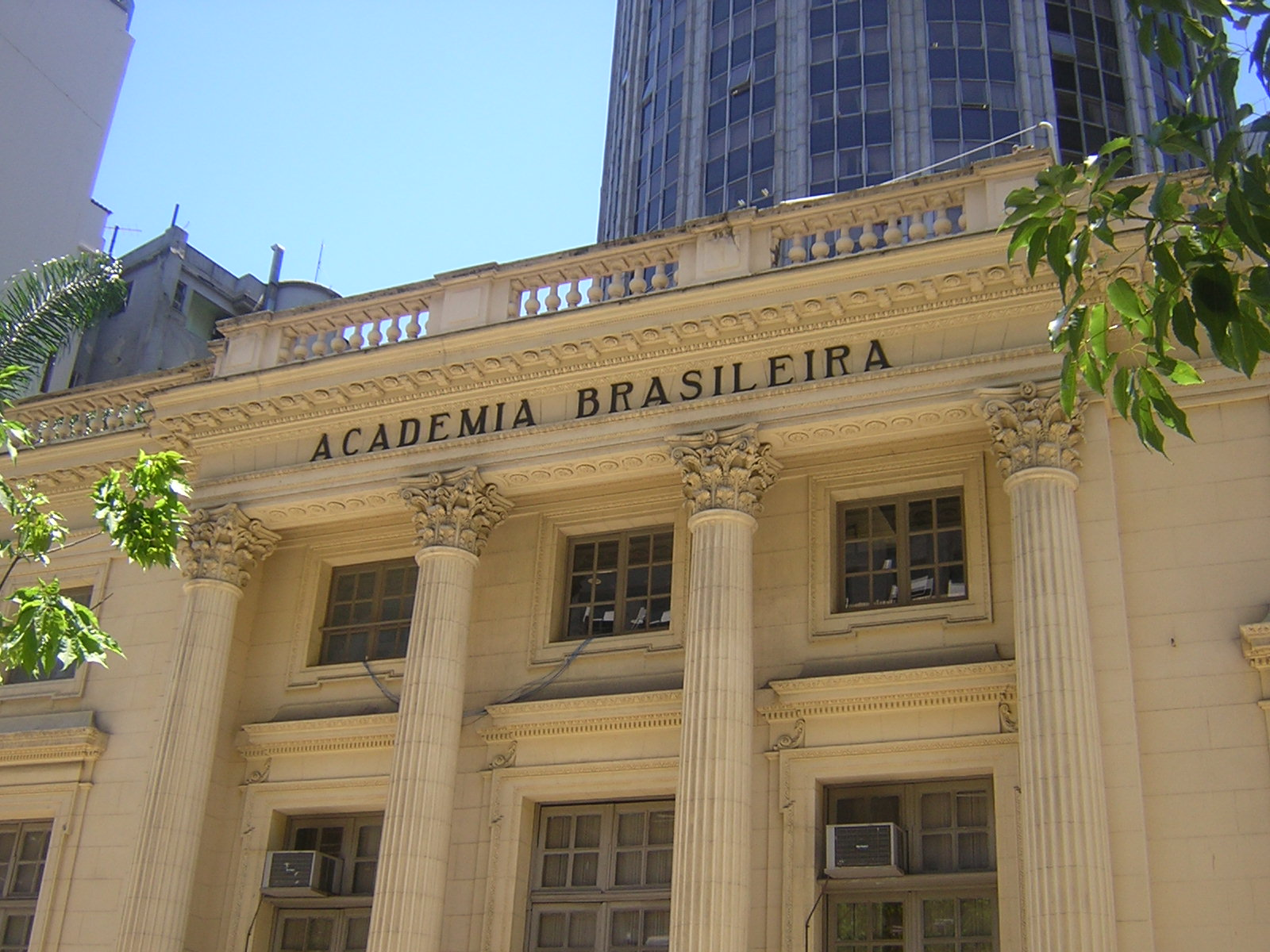
Academia Brasileira de Letras
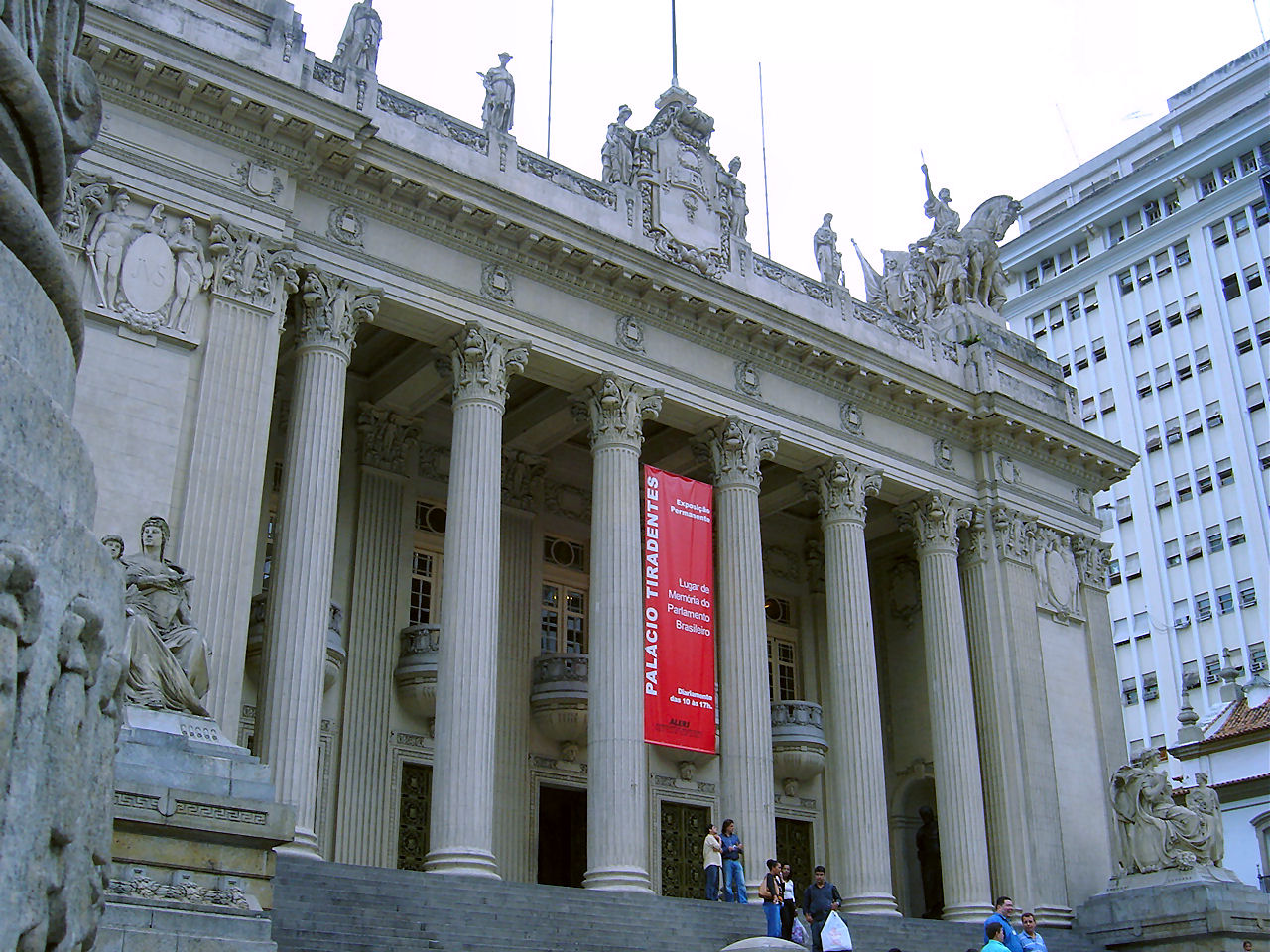
Palácio Tiradentes
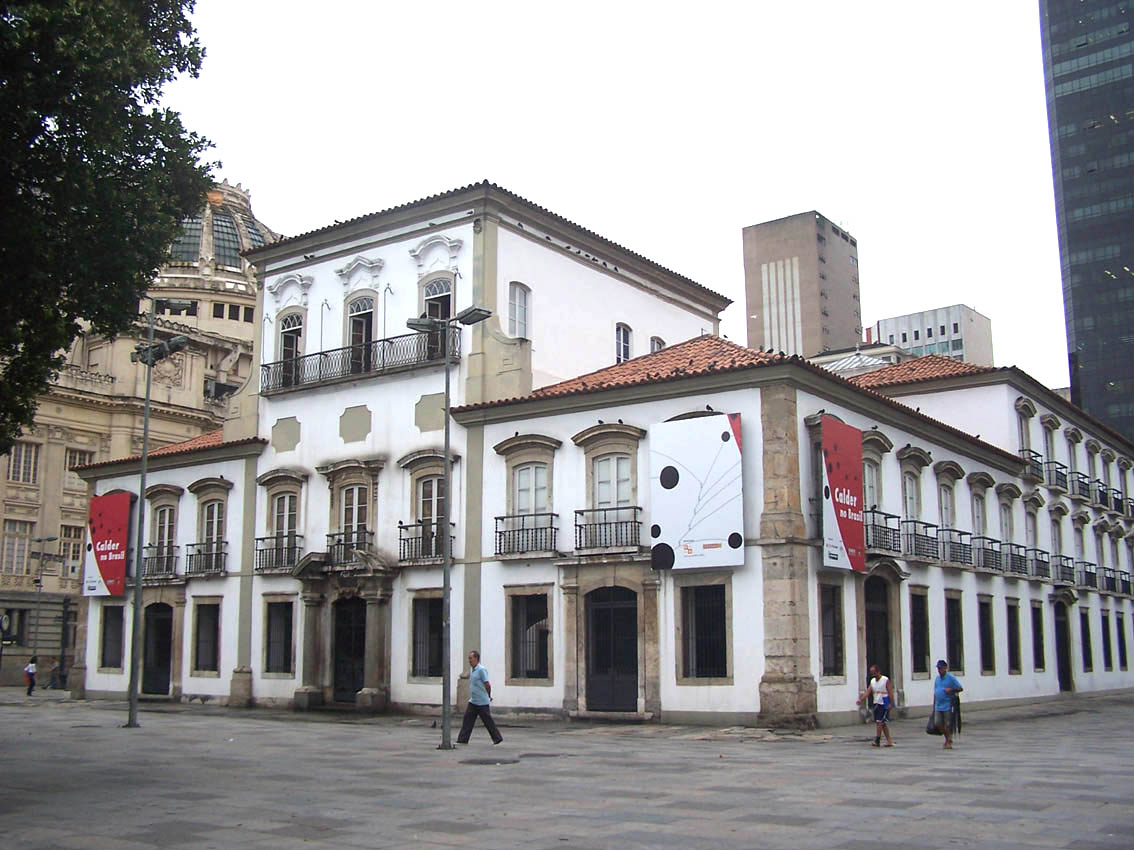
Paço Imperial